# Nit i dia (serie)
Nit i dia (del catalán: Noche y día) es un thriller que gira en torno al día a día de los policías, médicos forenses y jueces que deben resolver crímenes y tratar con la parte más oscura de la realidad.
La serie, creada por Lluís Arcarazo y Jordi Galceran, fue dirigida por Manuel Huerga y Oriol Paulo, y protagonizada por Clara Segura y Crespo. El estreno en TV3 fue el 1 de febrero de 2016 después de emitir, la semana anterior, un making of bajo el nombre de Dia i nit, donde se exponían las personas, escenarios... en los cuales se inspira la serie.
El primer capítulo tuvo una cuota de pantalla del 18,6% con 544.000 espectadores, siendo la emisión más vista del horario central.

## Argumento
Sara Grau (Clara Segura) es una médico forense casada con el ejecutivo Lluís Forés (Pablo Derqui). El mismo día que comienza un proceso de reproducción asistida, durante una autopsia, reconoce un cadáver sin identificar con un individuo con el que mantuvo una infidelidad. A su vez, aparece el cuerpo sin vida de una jubilada que parece ser víctima de un asesino en serie.
A partir de este inicio, los hechos se van encadenando alrededor de la vida de la protagonista, personaje que vive a caballo de una vida oscura relacionada con los crímenes, y una más normal, que trata de evitar sentirse afectada emocionalmente por su trabajo. A ella se suman un juez atrapado entre dos mujeres, un psiquiatra traumatizado, y delincuentes que no pueden huir de su vida.

## Personajes
Los personajes están inspirados en policías, forenses, psiquiatras, jueces... como los que se pueden encontrar en la Ciudad de la Justicia de Barcelona y, en especial, en el Instituto de Medicina Legal de Cataluña. Están encarnados por los siguientes actores:
- Clara Segura i Crespo es Sara Grau Perelló.
- Pablo Derqui es Lluís Forés.
- Miquel Fernández es Aitor Otxoa.
- Mario Gas Cabré es Fermí Cases Ferrer.
- Alba Pujol es Fàtima Comín
- Marc Martínez es Marc Ramos Jané.
- Vicky Peña es Mercè Pàmies Camps.
- Carlota Olcina es Clara Salgado.
- David Verdaguer es Pol Ambrós.
- Oriol Vila es Toni Guillén.
- Anna Alarcón Visús es Sònia Sílvia.
- Rosa Gàmiz es Magda Jurado.
- Mireia Vilapuig i Borrell es Miren Otxoa.
- Victòria Pagès es Olga Comas.
- Manel Sans es Ismael Fajardo.
- Mima Riera es Wendy.
- Carme Sansa i Albert es Consol Jané.
- Iván Luengo es Adrià Ramos.
- Manuel Dueso es Andreu Rubio.
- Mar Ulldemolins es Carmen García Bofarull.
- Cesc Albiol es Bueno.
- Oriol Puig es Bruno Efron.
- Queralt Albinyana es Montse Llopis.
- Sara Espigul es Sílvia.
- Pep Ferré es Felip.
- Montserrat Carulla i Ventura es Carmina.
- Andrés Herrera es Víctor González.
- Paula Blanco i Barnés es Marina.
- José Coronado es Piter.
- Maria Ribera es Yolanda.
- Enric Vilalta es Brauli.
- Roger Casamajor es Guti.
- Ivan Benet es Bernat.
- Xicu Masó es Artur Sala.
- Santi Ricart es Vicens Palau.
- Albert Pérez es el juez Vallejo.